# Mars 5
Mars 5 est une sonde soviétique d'exploration de la planète Mars envoyée en 1973 lors de la série de missions martiennes soviétiques Mars 4, 5, 6 et 7. Mars 5 réussit à se placer en orbite.

## Objectifs de la mission
Comme Mars 4 lancée deux jours avant, Mars 5 vise une mise en orbite autour de Mars.  

### Déroulement
Mars 5 décolle le 25 juillet 1973 et part vers sa destination après une mise en orbite d'attente. Le 12 février 1974, Mars 5 arrive à portée de Mars et actionne ses moteurs pour se placer sur une orbite elliptique (apogée 32 560 km et périgée 1 760 km) inclinée à 35° et décrite en 25 heures.
La sonde, en plus de données atmosphériques, envoie 60 images de la surface de la planète.
Elle découvre une ceinture d'ozone qui entoure la planète à 30 km d'altitude.